# Sarcophaga cepelaki
Sarcophaga cepelaki är en tvåvingeart som först beskrevs av Povolny och Slameckova 1970.  Sarcophaga cepelaki ingår i släktet Sarcophaga och familjen köttflugor.
Artens utbredningsområde är Slovakien. Inga underarter finns listade i Catalogue of Life.